# Pedro Silva Pereira
Pedro Silva Pereira (Lisbona, 15 agosto 1962) è un politico portoghese.
È vicepresidente del Parlamento europeo dal luglio 2019. È iscritto al Partito Socialista e fa parte del gruppo dei Socialisti e Democratici.

## Carriera
Si iscrive al Partito Socialista nel 2000 e alle elezioni del 2002 viene eletto per la prima volta all'Assemblea della Repubblica. Nell'ottobre 2004, dopo l'elezione di José Sócrates a leader del partito, diviene membro della segreteria nazionale e portavoce del partito.
Dopo le elezioni del 2005 entra nel nuovo governo di José Sócrates come Ministro della Presidenza, incarico che mantiene anche nel nuovo Governo Socrates seguito alle elezioni del 2009 fino al 2011, quando dopo le nuove elezioni del 2011 il Partito socialista passa all'opposizione.
Nel 2014 si candida alle elezioni europee e viene eletto al Parlamento europeo, venendo poi rieletto nel 2019. Il 3 luglio 2019 viene eletto vicepresidente del Parlamento europeo al primo scrutinio con 556 voti.